# Haamaste
Haamaste – wieś w Estonii, w prowincji Võru, w gminie Sõmerpalu.